# Уилсон, Мэри
Мэ́ри Уи́лсон (англ. Mary Wilson; 6 марта 1944 — 8 февраля 2021) — американская певица.

## Карьера
Наиболее известна как участница оригинального состава группы Supremes — вместе с Дайаной Росс и Флоренс Баллард.
Как пишет музыкальный сайт AllMusic, «Мэри Уилсон давно утверждает, что была бы так же популярна, как Дайана Росс, если бы глава „Мотаун“ Берри Горди не решил по внемузыкальным причинам (Росс была его любовницей, а с 1971 - женой), что как со звездой будут обходиться только с Росс».
Росс, Уилсон и Баллард начали петь вместе в группе Primettes (позже, в 1961 году, переименованной в Supremes) ещё подростками. В Supremes Мэри Уилсон провела больше 15 лет, с 1960 по 1976 годы.
Сольная же её карьера была довольно нерегулярной — на лейбле Motown она записала всего один альбом — Mary Wilson 1979 года, — а потом с лейбла навсегда ушла. (Альбом 1979 года назывался Mary Wilson и занял 73 место в ритм-н-блюзовом альбомном чарте «Билборда».)
В 1987 году она записала сингл «Don’t Get Mad, Get Even» на британском лейбле Motorcity, а следующий сингл — кавер на песню «Oooh Child» группы Five Stairsteps вышел уже 1989-м. В 1992 году у неё вышел студийный альбом. Дальше в 1990-х годах и 2000-х годах она сосредоточилась на игре в сценических постановках и фильмах, хотя и выпустила несколько синглов на независимых лейблах, а также часто выступала с концертами.
В 1988 году Мэри Уилсон была в составе группы The Supremes принята в Зал славы рок-н-ролла.

## Личная жизнь
С 1974 по 1981 год была замужем за бизнесменом Педро Феррером. У них родилось трое детей: Туркесса, Педро-младший и Рафаэль. Также у Уилсон был приёмный сын Уилли.

## Сольная дискография
- См. «Mary Wilson (singer) § Solo discography» в английском разделе.